# Hypocnemoides
A Hypocnemoides a madarak osztályának verébalakúak (Passeriformes) rendjébe és a hangyászmadárfélék (Thamnophilidae) családjába tartozó nem.

## Rendszerezésük
A nemet Outram Bangs és Thomas Edward Penard írták le 1918-ban, az alábbi 2 faj tartozik ide:
- Hypocnemoides melanopogon
- Hypocnemoides maculicauda

## Előfordulásuk
Dél-Amerika északi részén, az Amazonas-medencében honosak. Természetes élőhelyeik a szubtrópusi és trópusi síkvidéki esőerdők és mocsári erdők, folyók és patakok közelében. Állandó nem vonuló fajok.

## Megjelenésük
Testhosszuk 11–12 centiméter közötti.

## Életmódjuk
Főleg rovarokkal táplálkoznak, de valószínűleg pókokat is fogyasztanak.